# Kevin Bizier
Kevin Bizier (* 12. August 1984 in Saint-Émile, Québec, Kanada) ist ein ehemaliger kanadischer Boxer im Weltergewicht.

## Amateurkarriere
Kevin Bizier bestritt 124 Amateurkämpfe und gewann 98 davon. Er wurde kanadischer Meister 2004, 2005, 2007 und 2008 im Halbweltergewicht und gewann in dieser Gewichtsklasse auch die Silbermedaille bei den Commonwealth-Meisterschaften 2007 in Liverpool. Er hatte dabei Richarno Colin, Jamie Flinn und Bradley Skeete besiegt, ehe er im Finalkampf gegen Todd Kidd unterlag Seinen bedeutendsten Sieg erzielte er im Oktober 2006 beim internationalen Turnier Copa Romana in der Dominikanischen Republik, als er im Halbfinale den späteren Olympiasieger Félix Díaz besiegen konnte. Im Finalkampf schlug er zudem den späteren Olympiateilnehmer Jonathan González.
Zudem war er Teilnehmer der Commonwealth Games 2006, sowie der Weltmeisterschaften 2005 und 2007.

## Profikarriere
Im September 2008 unterschrieb er einen Profivertrag bei Groupe Yvon Michel (GYM), einer seiner Trainer wurde Marc Ramsay. Bizier gewann sein Profidebüt am 4. Oktober 2008 und blieb auch in 20 weiteren Kämpfen ungeschlagen. Er besiegte dabei unter anderem Mauro Lucero, Christian Bladt und Giuseppe Lauri. Gegen Lanardo Tyner gewann er am 17. Dezember 2011 den Nordamerikatitel der NABA im Weltergewicht und schlug am 8. Februar 2013 Nate Campbell beim Kampf um die interkontinentale IBF-Meisterschaft.
Im November 2013 und im Dezember 2014 verlor er jeweils knapp nach Punkten (Split Decision) gegen Ionuț Dan Ion, besiegte jedoch im November 2015 den bis dahin ungeschlagenen Fredrick Lawson und qualifizierte sich damit für einen IBF-Weltmeisterschaftskampf gegen Kell Brook. Diesen Kampf verlor er jedoch am 26. März 2016 in der Sheffield Arena durch TKO in der zweiten Runde und beendete anschließend seine Karriere.